# César-Klein-Schule
Die César-Klein-Schule ist eine Gemeinschaftsschule mit gymnasialer Oberstufe in Ratekau. Sie ist benannt nach César Klein, einem deutschen Maler, Grafiker und Bühnenbildner.

## Aktuelles
Schulträger der César-Klein-Schule ist die Gemeinde Ratekau, sie ist eine gebundene Ganztagsschule.
Im August 2009 besuchten 744 Schüler die César-Klein-Schule und 58 Lehrer wurden dort beschäftigt, außerdem wurden vier Lehrkräfte ausgebildet.
Die Klassen 5 bis 10 werden vierzügig angeboten, die Oberstufe besuchen derzeit ca. 70 Schüler pro Jahrgang.
Die Profiloberstufe besteht aus einem naturwissenschaftlichen Profil mit dem Profilfach Biologie, einem gesellschaftswissenschaftlichen Profil mit dem Profilfach Erdkunde und einem ästhetischen Profil mit den Profilfächern Musik oder Kunst.
Bundesweite Beachtung fand die Schlachtung eines Kaninchens im Rahmen der Projektwoche „Steinzeit“ des 5. Jahrgangs im März 2011 durch einen Landwirt. In der Folge setzte eine heftig Diskussion über das Für und Wider darüber ein, ob man dies etwa 11-jährigen Schülern zumuten könne.

## Geschichte
Die César-Klein-Schule wurde 2001 als erste Integrierte Gesamtschule im Kreis Ostholstein am Standort Pansdorf gegründet.
Die Initiative zur Gründung der Schule ging von Eltern aus. Nach drei Elternbefragungen im südlichen Kreis Ostholstein, die alle den Bedarf für eine Gesamtschule bestätigten, beschloss 1999 der Kreistag von Ostholstein mit den Stimmen der SPD und der Grünen, die Schule einzurichten. Ein Schulneubau sollte am Standort Pansdorf errichtet werden. Als im Juli 2001 ein CDU-Politiker Landrat wurde, lehnte er die Übernahme der Baukosten für den Neubau ab. Dennoch wurden im August 2001 die ersten 100 Schüler in Pansdorf eingeschult. Ein ursprünglich in Pansdorf vorgesehener Neubau konnte nicht realisiert werden. Nachdem es bei den Kommunalwahlen im Jahr 2003 zu einer CDU-Mehrheit im Kreistag gekommen war, beschloss der Kreistag die Schule auslaufen zu lassen und dann zu schließen. Der Antrag des Kreises wurde aber von der Landesregierung von Schleswig-Holstein abgelehnt.
Das Verwaltungsgericht Schleswig machte im Oktober 2005 in einem Vergleichsvorschlag einen Vorschlag zur Kostenübernahme, der schließlich angenommen wurde. Die Gemeinde Ratekau beschloss im Dezember 2005, die Schulträgerschaft vom Kreis Ostholstein ab 1. Januar 2007 zu übernehmen und in Ratekau einen Neubau in Nachbarschaft der Realschule zu errichten. Der Umzug in den Neubau nach Ratekau und die Namensgebung erfolgte im September 2008.
Im Sommer 2010 haben die ersten Schüler die Schule mit Abitur verlassen.

## Architektur und Gebäude
Mit dem Beschluss zur Übernahme der Schulträgerschaft durch die Gemeinde Ratekau wurde auch ein Neubau in Ratekau beschlossen. Die Architekten Petersen, Pörksen und Partner, Lübeck, erhielten den Zuschlag für ihren Entwurf, der sich harmonisch an das vorhandene Realschulgebäude anlehnt. Zwischen 2007 und 2008 wurden im Neubau eine Mensa, Klassenräume für die Jahrgänge 5 bis 6 sowie Fachräume für Naturwissenschaften und Technik errichtet.

## Pädagogische Arbeit, Ausstattung und Angebote
Ab Klasse 7 wählt jedes Kind ein Wahlpflichtfach. Es stehen Französisch, Spanisch, Informatik, sowie Technik, Wirtschaftslehre und Gestalten als Wahlpflichtfach I zur Wahl.
An der César-Klein-Schule gibt es fest angestellte Sozialpädagogen. Die sozialpädagogischen Hilfen und Beratung für Schüler umfassen die Planung, Konzeptentwicklung und Durchführung von sozialer Gruppenarbeit (z. B. Tischgruppentraining) und Einzelfallhilfe (z. B. Schülersprechstunde, Einzelsitzungen).
Wie an jeder Gesamtschule kann man auch an der César-Klein-Schule nicht sitzen bleiben. Wenn nachvollziehbare Gründe vorliegen, können Eltern beantragen, dass das Kind eine Klassenstufe wiederholt, im Normalfall gehen jedoch alle Schüler in die nächste Klassenstufe über.

## Öffentlichkeitsarbeit
Der von Eltern getragene Mensaverein der César-Klein-Schule e. V. Ratekau betreibt die Mensa.
Seit dem 1. August 2009 nimmt die César-Klein-Schule am von der EU geförderten Comenius-Programm teil.
Nach ersten Kontakten zu Beginn des Schuljahres 2009/10 gibt es zwei Projekte, mit denen eine Partnerschaft zwischen der César-Klein-Schule und der Uxbridge High School (im Norden Londons) aufgebaut werden soll.